# مریم‌گلی الگانس
مریم‌گلی الگانس (نام علمی: Salvia elegans) نام یک گونه از سرده مریم‌گلی است.